# 685
| [ Edytuj tabelę ]          |                                                            |
| Cesarz Bizancjum           | - 668 Konstantyn IV 685 - 685 Justynian II Rhinotmetos 695 |
| Chan Bułgarii              | - 681 Asparuch 701                                         |
| Cesarz Chin                | - 684 Tang Ruizong 690                                     |
| Król Essexu                | - 664 Sebbi 694                                            |
| Król Franków               | - 679 Teuderyk III 691                                     |
| Cesarz Japonii             | - 673 Tenmu 686                                            |
| Kalif                      | - 684 Marwan I 685 - 685 Abd al-Malik 705                  |
| Król Kentu                 | - 673 Hlothere 685                                         |
| Patriarcha Konstantynopola | - 679 Jerzy I 686                                          |
| Król Longobardów           | - 671 Perktarit 688                                        |
| Król Mercji                | - 675 Ethelred I 704                                       |
| Król Nortumbrii            | - 670 Egfryt 685 - 685 Aldfrith 704                        |
| Papież                     | - 684 Benedykt II 685 - 685 Jan V 686                      |
| Król Wizygotów             | - 680 Erwig 687                                            |

Rok 685 / DCLXXXV
stulecia: VI wiek ~
VII wiek ~
VIII wiek

lata: 675 «
680 «
681 «
682 «
683 «
684 «
685
» 686
» 687
» 688
» 689
» 690
» 695

## Wydarzenia
- 20 maja – w pobliżu Dunnichen Nortumbryjczycy pod dowództwem Egfryta przegrali z pogańskimi Piktami, którymi dowodził król Bruide.
- 23 lipca – Jan V wybrany na papieża.
- Bitwa pod Nechtansmere; Piktowie pod wodzą Brude zwyciężają Anglów i ustanawiają południową granicę Szkocji. Król Piktów wyrzeka się kościoła celtyckiego na rzecz kościoła rzymskokatolickiego.

## Zmarli
- 20 maja – Egfryt, król Nortumbrii
- Papież Benedykt II